# Günther Drefahl

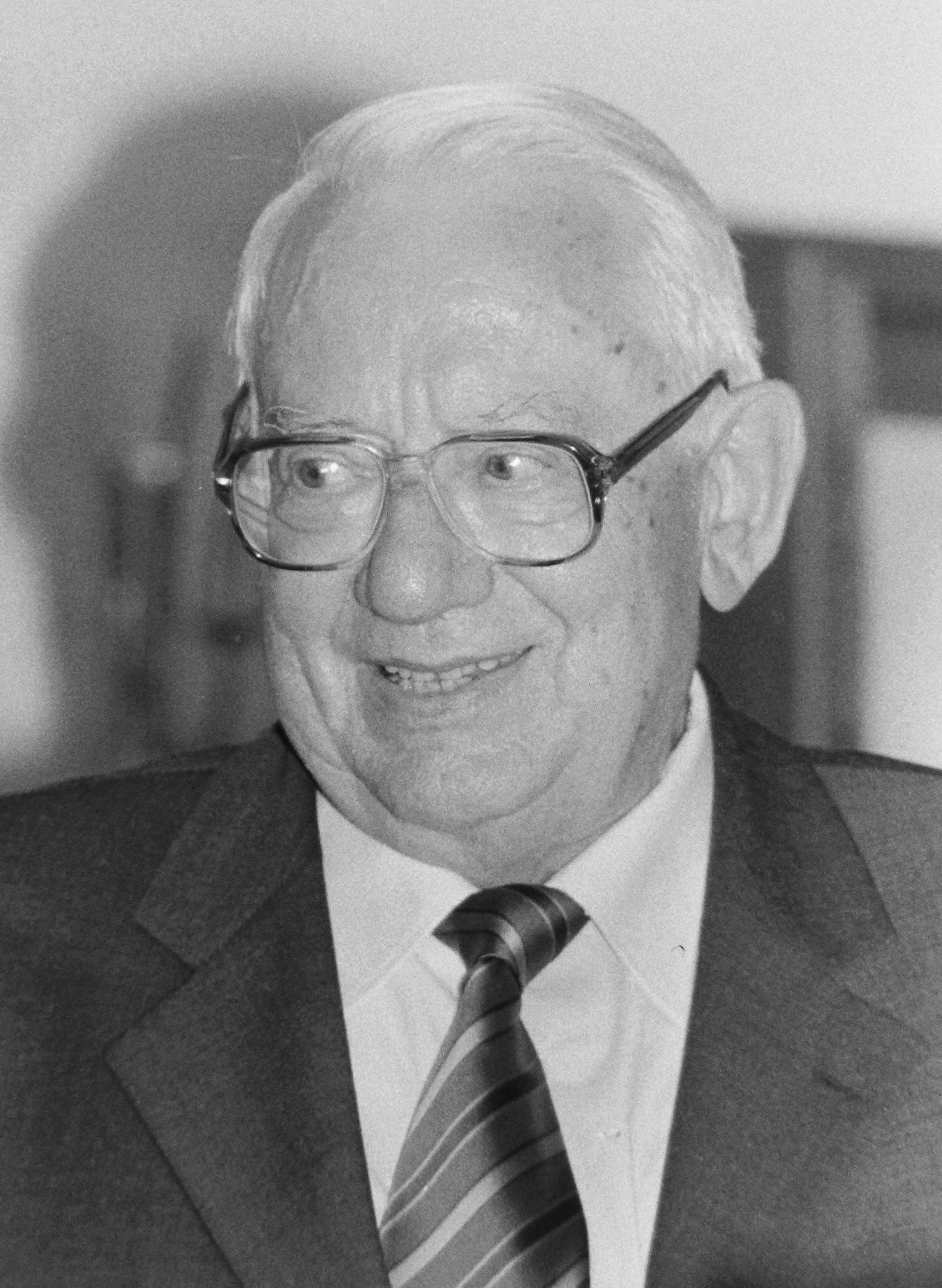
Günther Drehfahl

Günther Drefahl (* 11. Mai 1922 in Rostock; † 28. Juli 2013 in Jena) war ein deutscher Chemiker. Er war Abgeordneter der Volkskammer der DDR und Vorsitzender des Friedensrates der DDR.

## Leben
Drefahl studierte von 1940 bis 1945 Chemie an der Universität Rostock. 1946 promovierte er bei Kurt Maurer mit dem Thema Selektive Oxydation primärer Alkoholgruppen. Die Oxydation mit Stickstofftetroxyd und wurde anschließend mit 23 Jahren vertretungsweise als Dozent für anorganische Chemie in den Lehrkörper der Universität Rostock berufen. 1949 habilitierte er sich. Aus einer nur für wenige Monate angesetzten Vertretung für die Zeit der Entnazifizierung, wurden schließlich drei Jahre. Sodann wurde er im September 1949 als Professor mit Lehrauftrag für organische Chemie und Chemie der Naturstoffe an die Friedrich-Schiller-Universität Jena berufen. „Mit 27 Jahren wird er zum damals jüngsten Chemie-Professor für organische Chemie berufen.“ 1957 wurde er ordentlicher Professor mit Lehrstuhl für organische Chemie und Direktor des Instituts für Organische Chemie und Biochemie. Drefahl war von 1962 bis 1968 Rektor der Friedrich-Schiller-Universität. 1962 erhielt er den Nationalpreis der DDR. 1963 wurde er Mitglied des Forschungsrates der DDR, 1964 ordentliches Mitglied der Deutschen Akademie der Wissenschaften. Von 1965 bis 1967 war er Vorsitzender der Chemischen Gesellschaft der DDR. 1982 bekam Drefahl von der Universität Rostock den Ehrendoktortitel verliehen. Er erhielt den Vaterländischen Verdienstorden in Bronze, Silber (1979) und Gold (1982) sowie 1987 die Ehrenspange zum Vaterländischen Verdienstorden in Gold. Bereits 1974 war er mit dem Stern der Völkerfreundschaft geehrt worden. Im Jahr 1987 emeritierte er.

## Politik

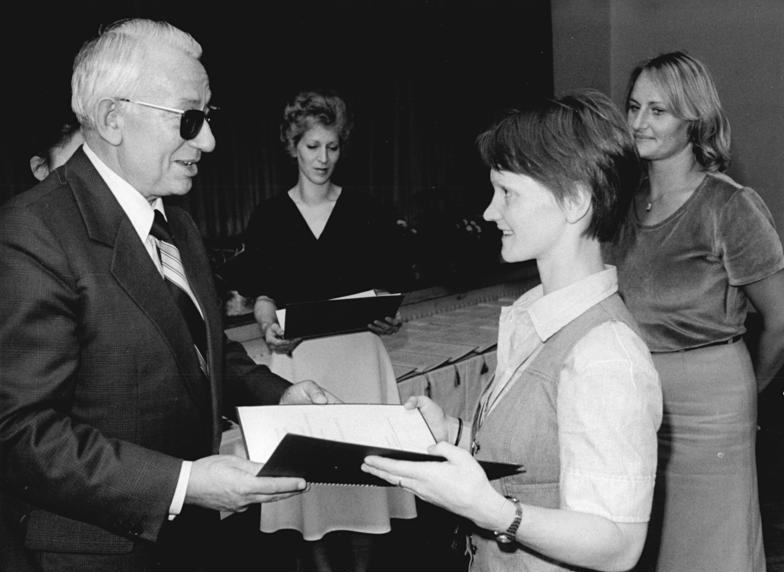
Friedensratstagung 1979, Auszeichnung von Karin Büttner-Janz mit der Deutschen Friedensmedaille

Im Zeitraum von 1969 bis 1989 war er Präsident des Friedensrates der DDR. 1970 wurde er Mitglied des Präsidiums des Komitees für europäische Sicherheit der DDR. 1983 wurde er Vizepräsident des Weltfriedensrats. Drefahl war Vertreter des Kulturbundes der DDR in der 8. Volkskammer und in der 9. Volkskammer der DDR. In der Regierung Modrow war er an der Ausarbeitung neuer Wahlgesetze für die Deutsche Demokratische Republik beteiligt. Am 27. September 1989 wurde er Ehrenbürger der Stadt Jena; die Ehrenbürgerschaft wurde ihm am 20. März 1991 wieder aberkannt.